# Odinia meijerei
Odinia meijerei is een vliegensoort uit de familie van de Odiniidae. De wetenschappelijke naam van de soort is voor het eerst geldig gepubliceerd in 1952 door Collin.